# Dominique Proust
 (mai 2015).
Si vous disposez d'ouvrages ou d'articles de référence ou si vous connaissez des sites web de qualité traitant du thème abordé ici, merci de compléter l'article en donnant les références utiles à sa vérifiabilité et en les liant à la section « Notes et références ».
Pour les articles homonymes, voir Proust (homonymie).
Dominique Proust, né le 7 février 1950 à Cronat (Saône-et-Loire), est un astrophysicien et un organiste français. Il est Ingénieur de recherche hors classe au CNRS, astrophysicien à l'observatoire de Paris, campus de Meudon. Il est de formation à la fois scientifique et musicale.

## Astronomie
Après une thèse de doctorat consacrée à la physique stellaire, ses travaux se sont orientés vers la cosmologie : formation et évolution des grandes structures de l'univers, amas et superamas de galaxies. Il a séjourné dans les grands observatoires internationaux, et observé avec les plus grands télescopes : Haute Provence, Pic du Midi, Îles Canaries, Andalousie, Chili, Californie (Mont Palomar), Australie, Hawaï. Il effectue de nombreuses observations avec le Very Large Telescope de l'Observatoire Européen Austral (4 télescopes ayant des miroirs de 8,20 mètres de diamètre) dans le désert d'Atacama à Paranal au Chili, ainsi qu'avec les deux télescopes Magellan du Carnegie Institution of Washington à Las Campanas au Chili.
Dominique Proust est avec Régis Courtin cofondateur du programme Astronomie vers Tous de l'Observatoire de Paris en partenariat avec Planète-Science et l'Observatoire populaire de Laval, pour la diffusion de l'astronomie auprès de ceux qui n'y ont pas accès (milieux carcéral, hospitalier, handicapé). Il enseigne l'astrophysique en langue des signes dans les communautés de sourds en France et à l'étranger.
Outre ses travaux de recherche et d'enseignement, il est l'auteur de plusieurs ouvrages d'astronomie destinés au grand public (voir ci-dessous). Il est président de l'Association Française des Observateurs d'Étoiles Variables (AFOEV). Il a coproduit des programmes scientifiques et musicaux et il intervient régulièrement à la radio et à la télévision.

## Distinctions
L'astéroïde (4474) Proust a été baptisé par l'Union astronomique internationale en son honneur et en celui de Marcel Proust. Découvert le 24 août 1981 à l'Observatoire de l'ESO-La Silla (Chili), par Henri Debehogne (Observatoire de Bruxelles), l'astéroïde Proust est situé à 472 millions de kilomètres du Soleil, et tourne autour de celui-ci en 5,66 ans; son diamètre est de 24 kilomètres environ.
Dominique Proust a été lauréat de la Société astronomique de France en 1970. Il est membre de la Société française d'astronomie et d'astrophysique (SF2A), de l'Union astronomique internationale (IAU), Division J (Galaxies and Cosmology), de la commission C1 (Astronomy Education and Developpement), Vice-Président du Working Group Astronomy for Equity and Inclusion et membre de la Sociedad Astronomica Brasileira (SAB). Il  a reçu, au nom de l'action Astronomie vers tous (AvT) de l'Observatoire de Paris le prix "Le Goût des Sciences" du Ministère de l'Enseignement Supérieur et de la Recherche en octobre 2011, des mains de la Ministre de l'Enseignement Supérieur. Il est le parrain de l'observatoire d'astronomie des Bauges inauguré en septembre 2012 à Saint-François-de-Sales (Savoie), et co-parrain avec Michel Verdenet de l'Observatoire de Bourbon-Lancy (71140), inauguré le 7 juillet 2018.
À l'occasion de la Fête de la Science en 2010, une exposition photographique réalisée par Pierre Maraval : « 1000 chercheurs parlent d'avenir » a été présentée sur la façade ouest du Panthéon à Paris. Les visages de 1000 chercheurs, dans toutes les disciplines, se sont succédé, projetés à grande dimension sur le Panthéon, accompagnés d'une courte phrase qui résume leur vision de l'avenir. Du 18 au 24 octobre 2010, tous les soirs à partir de 19h30, cette exposition était visible en boucle. Parmi ces 1000 chercheurs, 20 appartiennent à l'observatoire de Paris, et ont figuré sur le Panthéon, dont Dominique Proust avec sa phrase : « Un avenir où le message de la science sera porté au plus grand nombre comme instrument de liberté ».
En 2015, Dominique Proust a reçu la médaille d'honneur du CNRS, au titre "de la qualité irréprochable des services rendus à la science et au CNRS". Il est chevalier dans l'ordre de la Légion d'honneur.

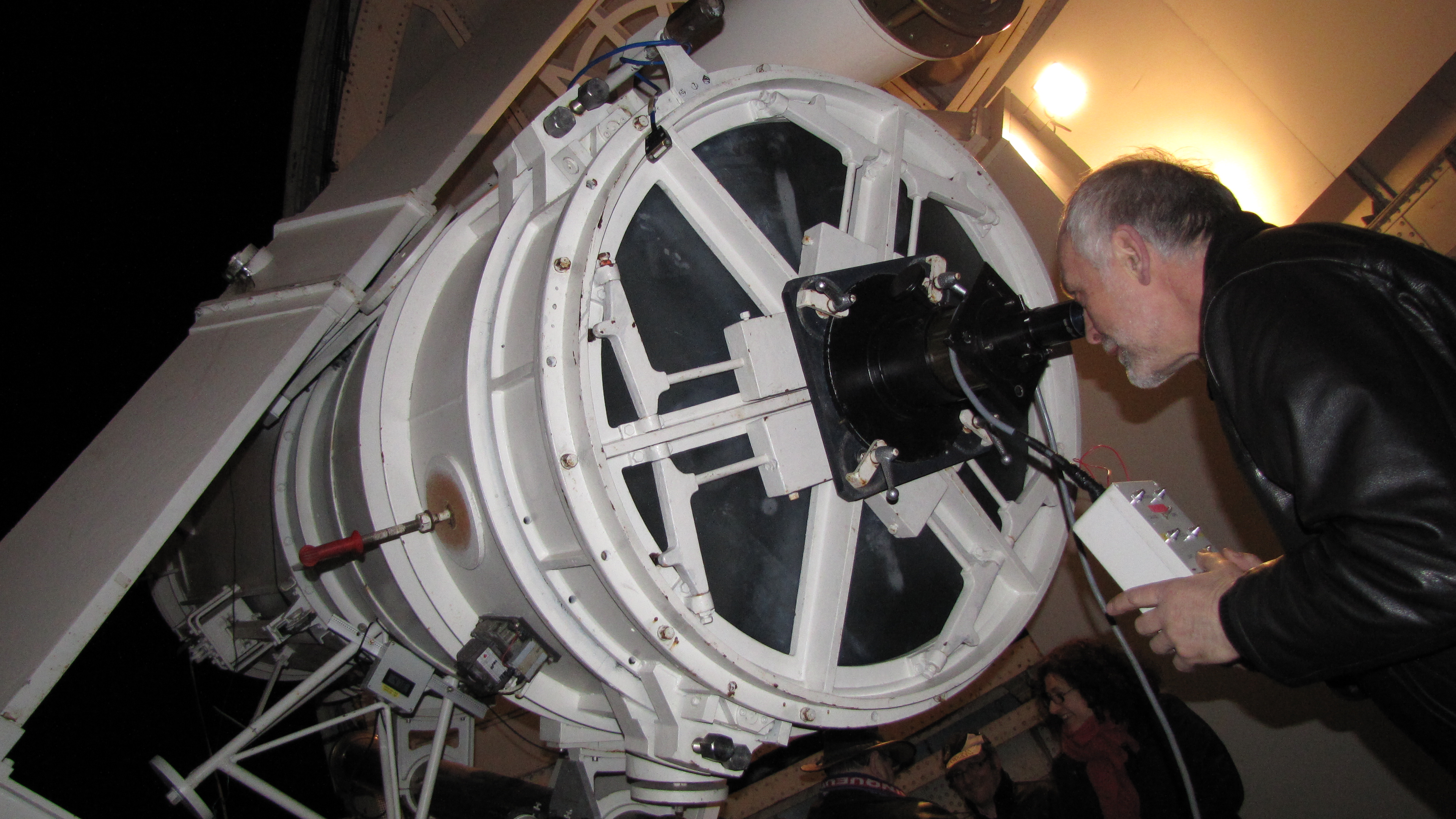
Dominique Proust en train de régler le téléscope Cassegrain de diamètre 1 mètre à l'observatoire de Meudon.

## Musique
Dominique Proust a suivi une formation de pianiste en musique classique et en variété (il a accompagné le chanteur-compositeur Jean-Jacques Goldman dans les années 1970). Il a ensuite travaillé l'orgue avec les organistes de Notre-Dame de Paris : Pierre Moreau (1907-1991), Jacques Marichal, puis Daniel Roth, actuel organiste de l'église Saint-Sulpice, à Paris. Il est l'organiste titulaire de l'église Notre-Dame de l'Assomption à Meudon. Il est membre de la commission régionale des orgues. Il a donné de nombreux concerts en Europe, au Canada, au Brésil, au Chili, au Pérou et en Australie. La critique internationale a salué ses enregistrements CD des pièces d'orgue de William Herschel (1738-1822) chez DOM-Forlane, et de Pierre Moreau. Il a donné plus de 300 concerts.

## Publications et ouvrages
- Les Étoiles, (avec Jacques Breysacher) collection Points Sciences, Le Seuil, 1996.
- Les Galaxies et structure de l'Univers, (avec Christian Vanderriest) collection Points Sciences, Le Seuil, prix du Livre d'Astronomie 1997.
- L'Harmonie des sphères, collection Science Ouverte, Le Seuil 2001 (préface d'Hubert Reeves).
- Où sont les autres ? (avec Jean Schneider), collection Science Ouverte, Le Seuil 2007.
- Les mains dans les étoiles, dictionnaire encyclopédique d'astronomie pour la Langue des signes française, avec Daniel Abbou, Nasro Chab, Yves Delaporte, Carole Marion et Blandine Proust, éditions Burillier 2010.
- L'Orgue cosmique. De la mécanique céleste à la mécanique cantique, Hermann 2012.
- Fond de ciel, les couleurs de la cosmologie, Hermann 2016.
- Enquêtes d'astronomie (avec Yaël Nazé), Hermann 2021.

Dominique Proust a publié plus de 100 articles scientifiques dans les journaux spécialisés (Astronomy and Astrophysics, Astrophysical Journal, Monthly Notices of the Royal Astronomical Society)